# Effet Emerson
L'effet Emerson est l'augmentation du taux de photosynthèse des chloroplastes après exposition à des lumières de longueur d'onde 680 nm (rouge profond) et plus de 680 nm (spectre rouge lointain).
Si le chloroplaste est exposé simultanément aux lumières de ces longueurs d'onde, le taux de photosynthèse est bien supérieur à la somme des taux de photosynthèse obtenus avec chacune de ces longueurs d'onde séparément. L'effet a été la première preuve que deux photosystèmes traitant différentes longueurs d'onde, coopèrent à la photosynthèse.

Couleurs approximatives du spectre visible entre 390 nm et 710 nm.

## Histoire

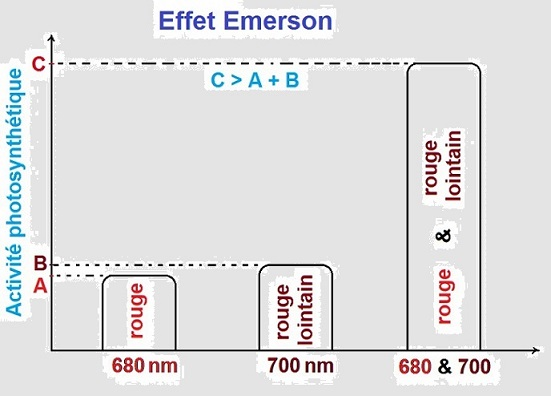
Effet Emerson.

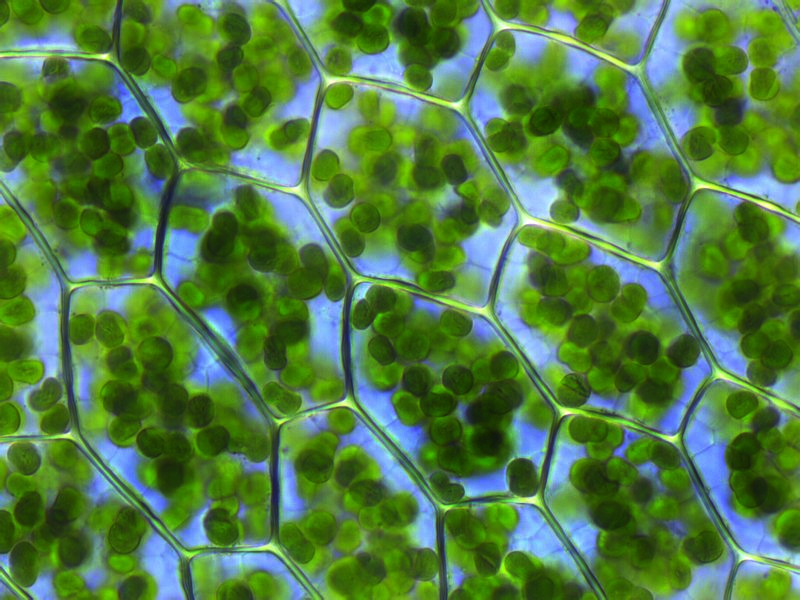
Chloroplastes dans des cellules végétales de Plagiomnium observées au microscope optique.

Robert Emerson a décrit l'effet éponyme en 1957. Dans son article, il note que :
1. Lorsque les plantes sont exposées à de la lumière ayant une longueur d'onde supérieure à 680 nm, alors un seul photosystème est activé, entraînant la formation d'ATP uniquement.
2. Lorsque les plantes sont exposées à une lumière ayant une longueur d'onde inférieure à 680 nm, le taux de photosynthèse est très faible.
3. En exposant simultanément la plante à des longueurs d'onde de lumière plus courtes et plus élevées, l'efficacité du processus a augmenté : les deux photosystèmes (PSI et PSII) travaillent de concert et le rendement est supérieur.

## Description

Spectre d'absorption de la chlorophylle.

Lorsque Emerson a exposé des plantes vertes à différentes longueurs d'onde de lumière, il a remarqué qu'au delà de 680 nm, l'efficacité de la photosynthèse diminue très rapidement alors qu'il s'agit d'une région du spectre où la chlorophylle (pigment vert de la plante) absorbe encore la lumière. (En effet la chlorophylle  absorbe principalement les longueurs d'onde rouges et bleues de la lumière).
Lorsque les plantes ont été exposées à une lumière de courte longueur d'onde (moins de 660 nm), l'efficacité a également diminué. Emerson a ensuite exposé les plantes à des longueurs d'onde courtes et longues en même temps, ce qui a considérablement augmenté l'efficacité photosynthétique. Ainsi a-t-il inféré l'existence de deux photosystèmes différents, impliqués dans la photosynthèse, l'un piloté par de la lumière à courte longueur d'onde et l'autre piloté par un rayonnement lumineux de plus grande longueur d'onde ; ces photosystèmes travaillant ensemble pour améliorer l'efficacité énergétique, convertissant l'énergie lumineuse en composés organiques pouvant être absorbés par la plante.
La lumière excite la molécule de chlorophylle au centre réactionnel et provoque une augmentation de son énergie. Au fur et à mesure de la baisse de son excitation, son énergie est transportée à travers une chaîne de porteurs d'électrons vers le photosystème suivant qui fait à peu près la même chose et produit des molécules organiques porteuses d'énergie.[pas clair]